# Lista okrętów United States Navy, K
W tej sekcji listy okrętów United States Navy wymienione są nazwy wszystkich okrętów United States Navy, których nazwa zaczyna się od K.
Aby zobaczyć wyłącznie listę okrętów obecnie pozostających w służbie — patrz Lista obecnie służących okrętów United States Navy
W przypadku okrętów, których nazwa została użyta jednokrotnie, link USS "Nazwa_okrętu" kieruje do artykułu o konkretnym okręcie. Jeżeli nazwy użyto kilkakrotnie, link USS "Nazwa_okrętu" kieruje do strony ujednoznaczniającej z krótkimi opisami poszczególnych okrętów, natomiast linki następujące po nazwie kierują do tych okrętów bezpośrednio.

## K
- USS "K-1" (SS-32)
- USS "K-2" (SS-33)
- USS "K-3" (SS-34)
- USS "K-4" (SS-35)
- USS "K-5" (SS-36)
- USS "K-6" (SS-37)
- USS "K-7" (SS-38)
- USS "K-8" (SS-39)
- USS "K. I. Luckenbach" (1917)

## Ka
- USS "Kabout" (YTB-221)
- USS "Kadasahan Bay" (CVE-76)
- USS "Kailua" (IX-71)
- USS "Kaiser Wilhelm II" (ID 3004)
- USS "Kaiserin Auguste Victoria" (1905)
- USS "Kaita Bay" (CVE-78)
- USS "Kajeruna" (SP-389)
- USS "Kalamazoo" (1863, AOR-6)
- USS "Kalinin Bay" (CVE-68)
- USS "Kalispell" (YTB-784)
- USS "Kalk" (DD-170, DD-611)
- USS "Kalmia" (1863, AT-23, ATA-184)
- USS "Kaloli" (AOG-13)
- USS "Kamehameha" (SSBN-642)
- USS "Kamesit" (1919)
- USS "Kamishak" (AVP-44)
- USS "Kanaka" (YT-151)
- USS "Kanalku Bay" (CVE-77)
- USS "Kanawha" (1861, 1896, AO-1, AO-196)
- USS "Kanawha II" (SP-130)
- USS "Kane" (APD-18, AGS-27)
- USS "Kane County" (LST-853)
- USS "Kangaroo" (SP-1284, IX-121)
- USS "Kanised" (SP-439)
- USS "Kankakee" (AO-39)
- USS "Kansas" (1863, BB-21)
- USS "Kansas City" (CA-128, AOR-3)
- USS "Kapvik" (YO-155)
- USS "Karibou" (SP-200)
- USS "Karin" (AF-33)
- USS "Karnes" (APA-175)
- USS "Kasaan Bay" (CVE-69)
- USS "Kaskaskia" (AO-27)
- USS "Kasota" (YTB-222)
- USS "Katahdin" (1861, 1896)
- USS "Kate" (1864)
- USS "Katherine" (SP-715)
- USS "Katherine K." (SP-220)
- USS "Katherine W. Cullen" (1903)
- USS "Kathrich II" (SP-148)
- USS "Katie" (SP-660)
- USS "Katlian" (YN-48)
- USS "Katrina" (SP-1144)
- USS "Katrina Luckenbach" (1918)
- USS "Katydid" (SP-95)
- USS "Kauffman" (FFG-59)
- USS "Kaukauna" (YTM-749)
- USS "Kaula" (AG-33)
- USS "Kaweah" (AO-15)
- USS "Kawishiwi" (AO-146)

## Ke
- USS "Kearny" (DD-432(inne języki))
- USS "Kearsarge" (1861, BB-5, CV-12, CV-33, LHD-3)
- USS "Keats" (DE-278)
- USS "Keith" (DE-241)
- USS "Kellar" (AGS-25)
- USS "Kelso" (PC-1170)
- USS "Kemah" (SP-415)
- USS "Kemper County" (LST-854)
- USS "Kempthorne" (DE-279)
- USS "Kendall C. Campbell" (DE-443)
- USS "Kendrick" (DD-612)
- USS "Kenmore" (AP-162)
- USS "Kennebago" (AO-81)
- USS "Kennebec" (1861, AO-36)
- USS "Kennedy" (DD-306)
- USS "Kennesaw" (YTB-255)
- USS "Kenneth D. Bailey" (DD-713)
- USS "Kenneth L. McNeal" (SP-333)
- USS "Kenneth M. Willett" (DE-354)
- USS "Kenneth Whiting" (AV-14)
- USS "Kennison" (DD-138)
- USS "Kenosha" (AK-190)
- USS "Kensington" (1861, 1862)
- USS "Kent" (AP-28)
- USS "Kent County" (LST-855)
- USS "Kent Island" (AG-78)
- USS "Kenton" (APA-122)
- USS "Kentuckian" (SP-1544)
- USS "Kentucky" (1862, BB-6, BB-66, SSBN-737)
- USS "Kenwood" (1863, IX-179)
- USS "Keokuk" (1862, CMC-6, YTB-771)
- USS "Keosanqua" (AT-38, ATA-198)
- USS "Kephart" (DE-207/APD-61)
- USS "Keppler" (DD-765)
- USS "Keresan" (1912)
- USS "Keresaspa" (1903)
- USS "Kerkenna" (1900)
- USS "Kerlew" (1906)
- USS "Kermanshah" (1910)
- USS "Kermit Roosevelt" (ARG-16)
- USS "Kermoor" (1907)
- USS "Kern" (AOG-2)
- USS "Kerowlee" (1901)
- USS "Kerrville" (PC-597)
- USS "Kershaw" (LPA-176)
- USS "Kerstin" (AF-34)
- USS "Kerwood" (1911)
- USS "Keshena" (YN-37)
- USS "Kestrel" (AMC-5, AMCU-26)
- USS "Kestrel II" (SP-529)
- USS "Kete" (SS-369)
- USS "Kewaunee" (PC-1178, YTM-752)
- USS "Kewaydin" (AT-24)
- USS "Keweenaw" (CVE-44)
- USS "Key" (DE-348)
- USS "Key West" (1862, PF-17, SSN-722)
- USS "Keyport" (YF-885)
- USS "Keystone State" (1853, ACS-1)
- USS "Keywadin" (1869, ATA-213)

## Kh-Ki
- USS "Khedive" (CVE-39)
- USS "Khirirat" (PF-108)
- USS "Kiamichi" (AOG-73)
- USS "Kiasutha" (YT-463)
- USS "Kickapoo" (1864)
- USS "Kidd" (DD-661, DDG-993, DDG-100)
- USS "Kidder" (DD-319)
- USS "Kilauea" (AE-26)
- USS "Killarney" (SP-219)
- USS "Killdeer" (AMC-21)
- USS "Killen" (DD-593)
- USS "Killerig" (1918)
- R/V "Kilo Moana" (AGOR-26) (operatorem jest University of Hawaii)
- USS "Kilty" (DD-137)
- USS "Kimberly" (DD-80, DD-521)
- USS "Kineo" (1861, AT-39)
- USS "King" (DD-242, DDG-41)
- USS "King County" (LST-857)
- USS "King Philip" (1845)
- USS "Kingbird" (AMC-56, MSC-194)
- USS "Kingfish" (SS-234)
- USS "Kingfisher" (1861, SP-76, MHC-56)
- USS "Kingman" (APB-47)
- USS "Kingsbury" (LPA-177)
- USS "Kingsmill" (DE-280)
- USS "Kingsport" (T-AG 164)
- USS "Kingsport Victory" (T-AK-239)
- USS "Kinkaid" (DD-965)
- USS "Kinsman" (1854)
- USS "Kinzer" (APD-91)
- USS "Kiowa" (SP-711, SP-1842, ATF-72)
- USS "Kirk" (FF-1087)
- USS "Kirkpatrick" (DER-318)
- USS "Kirwin" (APD-90)
- USS "Kishwaukee" (AOG-9)
- USS "Kiska" (AE-35)
- USS "Kite" (AM-75, MSCO-22)
- USS "Kitkun Bay" (CVE-71)
- USS "Kittanning" (YTB-787)
- USS "Kittatinny" (1861)
- USS "Kittaton" (YTB-406)
- USS "Kittery" (AK-2, PC-1201)
- USS "Kittiwake" (ASR-13)
- USS "Kittson" (APA-123)
- USS "Kitty Hawk" (APV-1, CV-63)

## Kl-Ko
- USS "Klakring" (FFG-42)
- USS "Klamath" (1865)
- USS "Klaskanine" (AOG-63)
- USS "Kleinsmith" (DE-376, APD-134)
- USS "Klickitat" (AOG-64)
- USS "Kline" (APD-120)
- USS "Klondike" (AR-22)
- USS "Knapp" (DD-653)
- USS "Knave" (AM-256)
- USS "Knickerbocker" (SP-479)
- USS "Knight" (DD-633)
- RV "Knorr" (AGOR-15) (Operated by Woods Hole Oceanographic Institution)
- USS "Knox" (APA-46, FF-1052)
- USS "Knox Victory" (AGM-7)
- USS "Knoxville" (PF-64)
- USS "Knudson" (LPR-101)
- USS "Kochab" (AKS-6)
- USS "Kodiak" (LSM-161, YF-866)
- USS "Koelsch" (FF-1049)
- USS "Kohi" (YAG-27)
- USS "Koiner" (DE-331)
- USS "Koka" (1865, AT-31, ATA-185)
- USS "Koningen Der Nederlanden" (1911)
- USS "Kopara" (AK-62)
- USS "Kosciusko" (1858)

## Kr-Ky
- USS "Kraken" (SS-370)
- USS "Kretchmer" (DER-329)
- USS "Krishna" (ARL-38)
- USS "Kroonland" (SP-1541)
- USS "Kukui" (1917)
- USS "Kula Gulf" (CVE-108)
- USS "Kumigan" (SP-97)
- USS "Kuwana II" (SP-594)
- USS "Kwajalein" (CVE-98)
- USS "Kwasind" (SP-1233)
- USS "Kyne" (DE-744)